# Belize na Letnich Igrzyskach Olimpijskich 1992
Belize na Letnich Igrzyskach Olimpijskich 1992 reprezentowało 10 zawodników, 9 mężczyzn i 1 kobieta.

## Skład kadry

### Kolarstwo
Kobiety
- Camille Solis
  - Wyścig ze startu wspólnego - nie ukończyła

Mężczyźni
- Douglas Lamb
  - Wyścig ze startu wspólnego - nie ukończył

- Michael Lewis
  - Wyścig ze startu wspólnego - nie ukończył

- Ernest Meighan
  - Wyścig ze startu wspólnego - nie ukończył

- Orlando Chavarria
Douglas Lamb
Michael Lewis
Ernest Meighan
  - Wyścig drużynowy na czas - 27. miejsce

### Lekkoatletyka
Mężczyźni
- Emery Gill
  - bieg na 100 m – odpadł w 1 rundzie eliminacyjnej

- Michael Joseph
  - bieg na 400 m – odpadł w 1 rundzie eliminacyjnej

- John Palacio
  - bieg na 800 m – nie ukończył

- Ian Gray
  - bieg na 1500 m – nie ukończył

- Elston Shaw
Emery Gill
Michael Joseph
John Palacio
  - sztafeta 4 × 100 m – 23. miejsce

- Elston Shaw
  - skok w dal – 44. miejsce
  - trójskok – 44. miejsce